# گیل بوا
گیل بوآ (انگلیسی: Gil Boa; ۸ اوت ۱۹۲۴ – ۷ سپتامبر ۱۹۷۳) ورزشکار ورزش تیراندازی اهل کانادا بود.
وی در مسابقات کشوری و بین‌المللی در مجموع برندهٔ ۱ مدال برنز شده‌است.